# Pontus Tidemand
Pontus Tidemand (Charlottenberg, 10 december 1990) is een Zweeds rallyrijder.

## Carrière

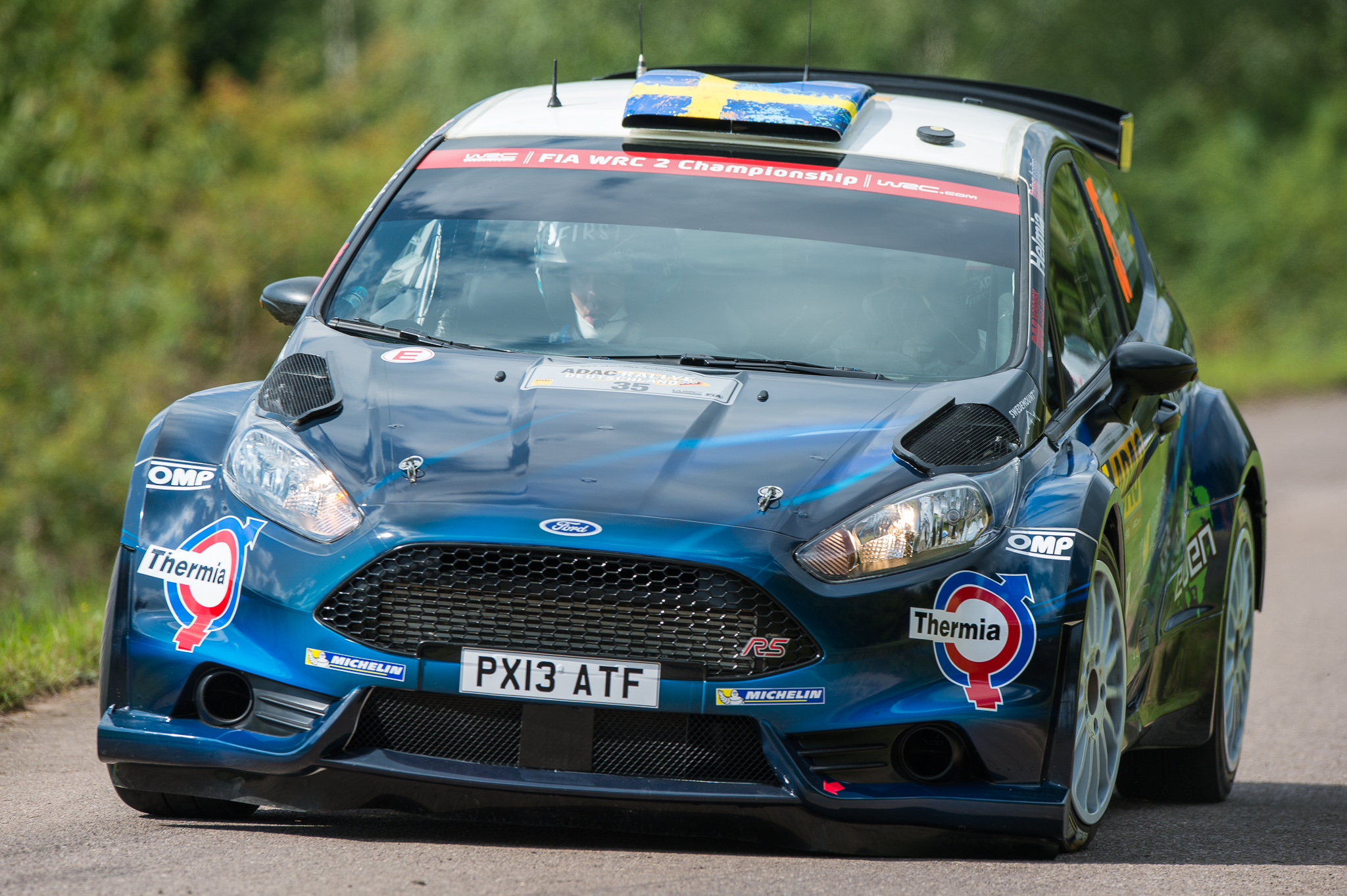
Tidemand actief met een Ford Fiesta R5 in Duitsland in 2014

Pontus Tidemand reed zijn eerste rally's in 2007. Hij profileerde zich een aantal jaren in rally's in Zweden en Noorwegen. Hij debuteerde in het wereldkampioenschap rally in 2012, dat hij deed voor eigen publiek in Zweden. In datzelfde jaar en in het seizoen 2013 was hij ook deelnemer aan de WRC Academy (laatstgenoemde jaar verreden als het Junior World Rally Championship) met een Ford Fiesta R2. In 2013 greep hij met onder meer drie overwinningen naar de titel toe in dit kampioenschap. Eerder in het seizoen reed hij de WK-ronde van Zweden met een Ford Fiesta RS WRC. Hij lag daarmee zesde in het algemeen klassement op het moment dat hij moest opgeven door motorpech.

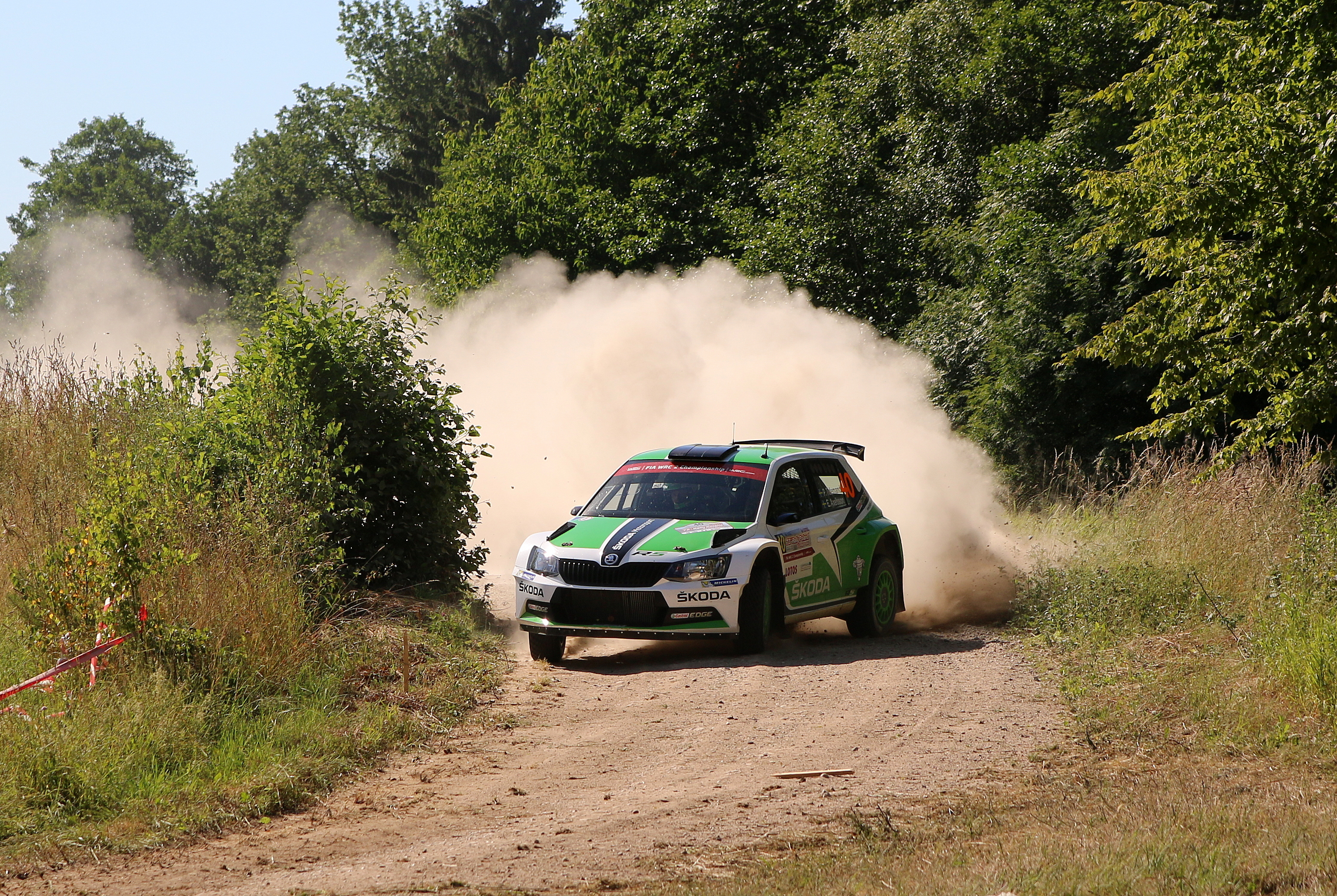
Tidemand in actie met de Škoda Fabia R5 in Polen in 2015

In 2014 nam hij deel aan het WRC-2 kampioenschap met een Ford Fiesta R5. Daarnaast reed hij de WK-ronde van Zweden met de Fiesta WRC, en greep daar met een achtste plaats naar zijn eerste WK-kampioenschapspunten toe. In 2015 reed hij in het WRC-2 voor het fabrieksteam van Škoda, actief met de nieuwe Fabia R5. Daarnaast werkte hij voor Škoda ook een programma af in het Azië-Pacific rallykampioenschap, waarin hij met overtuiging naar de titel greep. In 2016 maakt hij met Škoda wederom zijn opwachting in het wereldkampioenschap en eindigde dat seizoen in drie rally's binnen de top tien van het algemeen eindklassement. In 2017 greep hij met vier klasse-overwinningen naar de WRC-2 titel toe en sprokkelde opnieuw met een aantal top tien resultaten punten binnen voor het algemene kampioenschap.
Tidemand is de stiefzoon van rallyrijder en vijfvoudig Noors kampioen Henning Solberg.

## Complete resultaten in het wereldkampioenschap rally
| Seizoen | Inschrijving                  | Auto               | 1      | 2       | 3      | 4      | 5      | 6      | 7      | 8       | 9      | 10      | 11      | 12     | 13     | 14  | Pos. | Punten |
| ------- | ----------------------------- | ------------------ | ------ | ------- | ------ | ------ | ------ | ------ | ------ | ------- | ------ | ------- | ------- | ------ | ------ | --- | ---- | ------ |
| 2012    | Pontus Tidemand               | Škoda Fabia S2000  | MON    | ZWE 18  | MEX    |        |        |        |        |         |        |         |         |        |        |     | –    | 0      |
| 2012    | Pontus Tidemand               | Ford Fiesta R2     |        |         |        | POR NC | ARG    | GRI NC | NZL    | FIN NC  | DUI NC | GBR     | FRA NC  | ITA    | SPA NC |     | –    | 0      |
| 2013    | Pontus Tidemand               | Ford Fiesta RS WRC | MON    | ZWE DNF | MEX    | POR    | ARG    | GRI    | ITA    | FIN     | DUI    | AUS     | FRA     | SPA    | GBR    |     | –    | 0      |
| 2014    | Pontus Tidemand               | Ford Fiesta RS WRC | MON    | ZWE 8   | MEX    |        |        |        |        |         |        |         |         |        |        |     | 19   | 6      |
| 2014    | Pontus Tidemand               | Ford Fiesta R5     |        |         |        | POR 11 | ARG    | ITA    | POL    | FIN     | DUI 9  | AUS     | FRA 28  | SPA    | GBR    |     | 19   | 6      |
| 2015    | Pontus Tidemand               | Ford Fiesta RRC    | MON    | ZWE 17  | MEX    | ARG    |        |        |        |         |        |         |         |        |        |     | 24   | 4      |
| 2015    | Škoda Motorsport              | Škoda Fabia R5     |        |         |        |        | POR 13 | ITA    | POL 13 | FIN 9   | DUI    | AUS     | FRA DNF | SPA 9  | GBR    |     | 24   | 4      |
| 2016    | Škoda Motorsport              | Škoda Fabia R5     | MON    | ZWE 11  | MEX    | ARG    | POR 9  | ITA    | POL 19 | FIN DNF |        |         |         | SPA 9  |        |     | 17   | 8      |
| 2016    | Škoda Motorsport II           | Škoda Fabia R5     |        |         |        |        |        |        |        |         | DUI 8  | CHN C   | FRA     |        | GBR 13 | AUS | 17   | 8      |
| 2017    | Škoda Motorsport II           | Škoda Fabia R5     | MON 11 |         |        |        |        |        |        |         |        |         |         |        |        |     | 18   | 4      |
| 2017    | Škoda Motorsport              | Škoda Fabia R5     |        | ZWE 9   | MEX 10 | FRA    | ARG 10 | POR 11 | ITA    | POL 13  | FIN    | DUI 12  | SPA     | GBR 11 | AUS    |     | 18   | 4      |
| 2018    | Škoda Motorsport              | Škoda Fabia R5     | MON    | ZWE 12  | MEX 7  | FRA    | ARG 10 | POR 8  | ITA    | FIN     | DUI    | TUR DNF | GBR 10  | SPA    | AUS    |     | 16   | 12     |
| 2019*   | M-Sport Ford World Rally Team | Ford Fiesta WRC    | MON 20 | ZWE 8   | MEX    | FRA    | ARG    | CHL    | POR    | ITA     | FIN    | DUI     | TUR 9   | GBR 7  | SPA    | AUS | 13   | 12     |

* Seizoen loopt nog.